# Gratilaoma cara
Gratilaoma cara är en snäckart som beskrevs av Tom Iredale 1939. Gratilaoma cara ingår i släktet Gratilaoma och familjen punktsnäckor. Inga underarter finns listade i Catalogue of Life.